# Coenosia minutalis
Coenosia minutalis är en tvåvingeart som först beskrevs av Zetterstedt 1860.  Coenosia minutalis ingår i släktet Coenosia och familjen husflugor. Arten är reproducerande i Sverige. Inga underarter finns listade i Catalogue of Life.